# Tristenium proximum
Tristenium proximum là một loài chân đều trong họ Stenetriidae. Loài này được Nobili miêu tả khoa học năm 1907.